# CSMD Diables Noirs
El CSMD Diables Noirs és un club congolès de futbol de la ciutat de Brazzaville.
Va ser fundat l'any 1950 amb el nom d'Association Sportive de la Mission. Els seus colors són el groc i el negre.

## Palmarès
- Campionat de Brazzavile de futbol:[4]
  - 1952, 1953, 1954

- Lliga de la República del Congo de futbol:[5]
  - 1961, 1966, 1977, 1992, 2004, 2007, 2009, 2011

- Copa de la República del Congo de futbol:[6]
  - 1989, 1990, 2003, 2005, 2012, 2014, 2015, 2018